# 真近点角
真近点角（しんきんてんかく、true anomaly）とは、天文学・天体力学において、ケプラーの法則に従う軌道運動を行う質点 (天体) の、ある時刻における軌道上の位置を表すパラメータの1つである。真近点離角と呼ぶこともある。
真近点離角 f は、主星と軌道の近点がなす半直線 (つまりラプラス・ルンゲ・レンツベクトル) と主星と天体を結ぶ半直線 (つまり位置ベクトル) がなす角として定義される。つまり、右図においてp を天体の位置、z を近点、s を焦点 (主星の位置) としたときの角 {\displaystyle \nu =\angle zsp} のことを言う。従って、主星と天体の距離 r は、真近点角 {\displaystyle \nu } の関数として
{\displaystyle r={\frac {a(1-e^{2})}{1+e\cos \nu }}}
という形に表示することができる。ここに a は軌道長半径、e は離心率である。
離心率が1で2体衝突の起こる直線軌道の時には真近点角が定義できなくなるがその場合には射影近点角を使って表現できる。

## 他の離角との関係
真近点角はその時間依存性および動径 r との関係がともに複雑であるため、種々の計算の際には離心近点角 E を用いる方が便利である。これは真近点角 {\displaystyle \nu } と
{\displaystyle \tan {\frac {\nu }{2}}={\sqrt {\frac {1+e}{1-e}}}\tan {\frac {E}{2}}}
という関係にあるが、この等式は {\displaystyle \beta ={\frac {1}{e}}\left(1-{\sqrt {1-e^{2}}}\right)} を用いて
{\displaystyle {\begin{aligned}\nu &=E+\sum _{s=1}^{\infty }{\frac {2}{s}}\beta ^{s}\sin sE\\&=E+2\left(\beta \sin E+{\frac {\beta ^{2}}{2}}\sin 2E+{\frac {\beta ^{3}}{3}}\sin 3E+{\frac {\beta ^{4}}{4}}\sin 4E+\cdots \right)\end{aligned}}}
という級数の形に書き直すことができる。この級数により、天体の離心近点角 E が求まっているならば真近点角 {\displaystyle \nu } を計算することができる。
あるいは、離心近点角 E と平均近点角 M の関係はケプラー方程式を解くことにより求まるが、それを真近点角 {\displaystyle \nu } と平均近点角 M によるフーリエ級数表示に書き直すと
{\displaystyle {\begin{aligned}\nu &=M+2e\sin M+{\frac {5}{4}}e^{2}\sin 2M+e^{3}\left({\frac {13}{12}}\sin 3M-{\frac {1}{4}}\sin M\right)\\&+e^{4}\left({\frac {103}{96}}\sin 4M-{\frac {11}{24}}\sin 2M\right)\\&+e^{5}\left({\frac {1097}{960}}\sin 5M-{\frac {43}{64}}\sin 3M+{\frac {5}{96}}\sin M\right)\\&+e^{6}\left({\frac {1223}{960}}\sin 6M-{\frac {451}{480}}\sin 4M-{\frac {11}{24}}\sin 2M\right)+\cdots \end{aligned}}}
となる。